# Préchacq-Navarrenx
Préchacq-Navarrenx (okzitanisch Preishac de Navarrencs) ist eine französische Gemeinde mit 179 Einwohnern (Stand 1. Januar 2022) im Département Pyrénées-Atlantiques in der Region Nouvelle-Aquitaine (vor 2016: Aquitanien). Die Gemeinde gehört zum Arrondissement Oloron-Sainte-Marie und zum Kanton Le Cœur de Béarn (bis 2015: Kanton Navarrenx).
Die Bewohner werden Préchacquais und Préchacquaises genannt.

## Geographie
Préchacq-Navarrenx liegt ca. 15 km nordwestlich von Oloron-Sainte-Marie in der historischen Provinz Béarn.
Umgeben wird der Ort von den Nachbargemeinden:
|        | Lay-Lamidou                                 |               |
| Dognen | Kompassrose, die auf Nachbargemeinden zeigt | Lucq-de-Béarn |
|        | Préchacq-Josbaig                            | Saucède       |

Préchacq-Navarrenx liegt im Einzugsgebiet des Flusses Adour am rechten Ufer des Gave d’Oloron, eines Nebenflusses des Gave de Pau. Einer seiner Nebenflüsse, der Layous, durchquert das Gebiet der Gemeinde.

## Geschichte
Bei der Volkszählung des Béarn im Jahre 1385 wurden in Préchacq-Navarrenx 39 Haushalte gezählt. Darunter fiel auch das Haus eines Müllers, was eine gewisse Bedeutung des Dorfes in jener Epoche unterstreicht. Préchacq-Navarrenx gehörte zur Bailliage von Navarrenx. Eine Fähre beförderte Bauern und Pilger auf dem Jakobsweg nach Santiago de Compostela für die Überquerung des Gave. Der französische König Ludwig XVI. wollte Navarrenx mit Pau verbinden und ließ eine entsprechende Landstraße auch über die Höhen von Préchacq-Navarrenx bauen, die heute Chemin Royal (deutsch Königlicher Weg) genannt wird.
Toponyme und Erwähnungen von Préchacq-Navarrenx waren:
- Prexag (11. Jahrhundert, Urkunden der Urkunden der Vicomté des Béarn),
- Prexac-d’Arribere (1368, Notare aus Lucq),
- Presxac (1385, Volkszählung im Béarn),
- la nau de Prexac e lo passadge d’aquere (1385, Fähre zur Überquerung des Gave d’Oloron, Notare aus Navarrenx),
- Prexacq-de-Rivere und Prechac-deça (1548 bzw. 1675, réformation de Béarn, Manuskriptsammlung des 16. bis 18. Jahrhunderts),
- Prechacq de Navarreins (1750, Karte von Cassini),
- Prechacq Navarreinz (1793, Notice Communale),
- Prechacq-Navarreins (1801, Bulletin des Lois) und
- Préchacq-Navarrenx (1863, Dictionnaire topographique du département des Basses-Pyrénées).[5][6][7]

### Einwohnerentwicklung
Nach einem Höchststand der Einwohnerzahl von 450 in der Mitte des 19. Jahrhunderts reduzierte sich die Zahl bei kurzen Erholungsphasen bis zur Jahrtausendwende auf rund 150. In der Folgezeit war ein moderates Wachstum zu verzeichnen, das in jüngster Zeit wieder stagnierte.
| Jahr      | 1962 | 1968 | 1975 | 1982 | 1990 | 1999 | 2006 | 2009 | 2022 |
| --------- | ---- | ---- | ---- | ---- | ---- | ---- | ---- | ---- | ---- |
| Einwohner | 218  | 200  | 197  | 173  | 161  | 152  | 162  | 171  | 179  |

## Sehenswürdigkeiten
- Pfarrkirche, gewidmet Maria Magdalena. Sie wurde am Ende des 19. Jahrhunderts nach Plänen des Architekten Casanave errichtet. Ihre Besonderheit ist der rosafarbene Außenputz, der die weißen Werksteine betonen lässt, die Fenster und Eingänge einfassen. Der Zugang zum Kircheninneren erfolgt über einen Vorbau unterhalb des viereckigen Glockenturms mit einer Breite von vier Metern. Das Gewicht der oberen Partien des Turms wird durch zwei seitliche, acht Meter hohe Strebewerke verteilt. Sein mit Schiefer gedeckter Helm endet an seiner Spitze mit einem schmiedeeisernen Kreuz, das mit Voluten verziert ist. Der Glockenturm besitzt vier Stockwerke. Das erste birgt das Eingangsportal in Rundbogenform mit zwei Archivolten. Eine zwei Meter hohe und 50 cm breite Öffnung bringt Licht in das zweite Stockwerk, beim dritten sorgt ein verglaster Okulus in Form einer Fensterrose für Helligkeit. Zwillingsfenster durchbrechen auf drei Seiten die Fassade auf Höhe der vierten Etage. Das Langhaus ist vier Jochen lang und bietet Platz für drei Kirchenschiffe, die durch Rundbogenarkaden getrennt sind. Es endet mit einer halbrunden Apsis und ist mit einem falschen Tonnengewölbe gedeckt. Das Kesselgewölbe des Chors ist verschönert mit einem Gemälde, das das Motiv Christi Himmelfahrt illustriert.[10][11][12]

## Wirtschaft und Infrastruktur

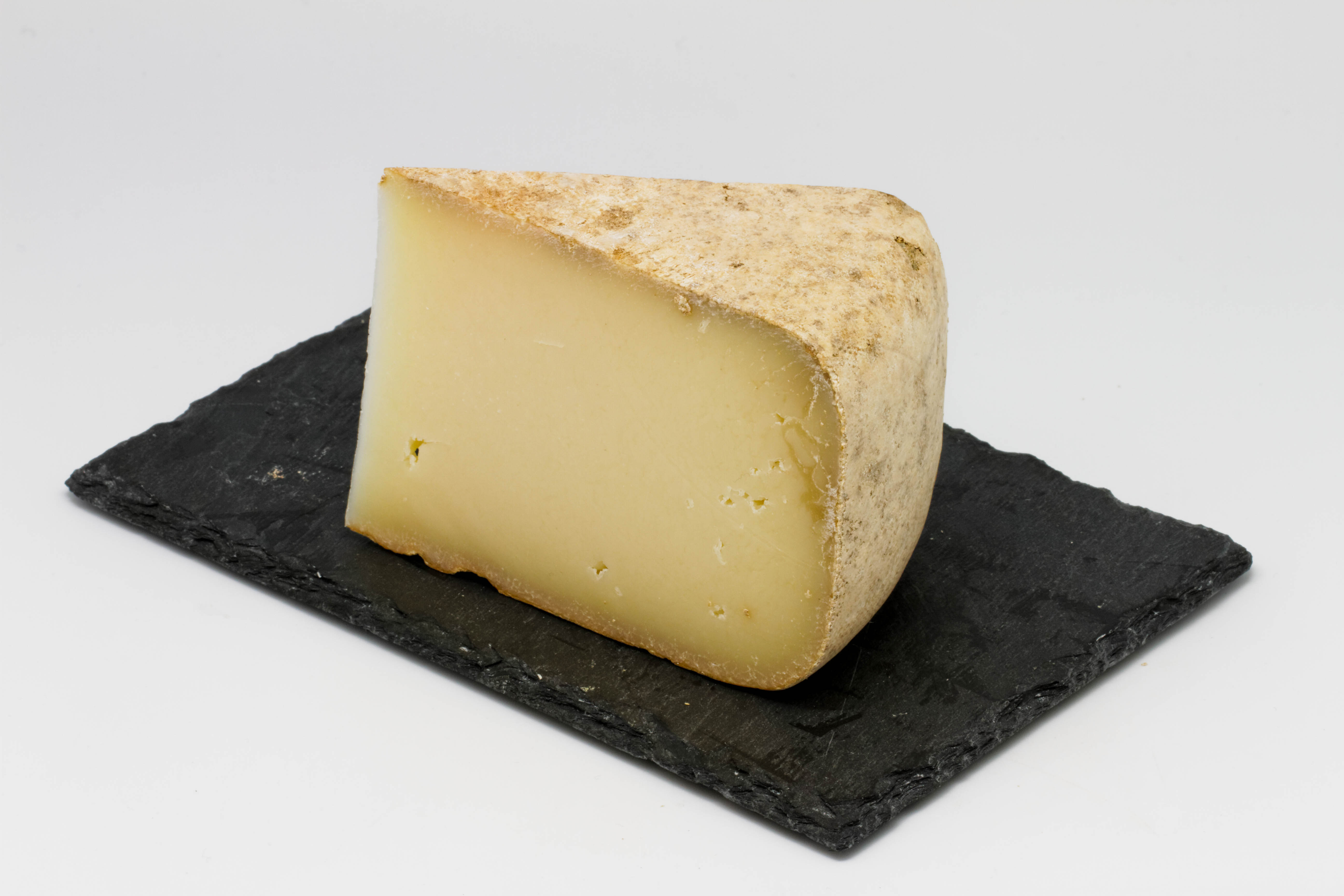
Ossau-Iraty

Der Anbau von Mais und das Handwerk sind wichtige Wirtschaftsfaktoren der Gemeinde. Préchacq-Navarrenx liegt in den Zonen AOC des Ossau-Iraty, eines traditionell hergestellten Schnittkäses aus Schafmilch, sowie der Schweinerasse und des Schinkens „Kintoa“.

### Bildung
Die Gemeinde verfügt über eine öffentliche Grundschule mit 25 Schülerinnen und Schülern im Schuljahr 2017/2018.

### Verkehr
Préchacq-Navarrenx wird durchquert von den Routes départementales 25 und 27 und ist über eine Linie des Busnetzes Transports 64 über Oloron-Sainte-Marie und Navarrenx mit anderen Gemeinden des Départements verbunden.

## Persönlichkeiten
- Robert Laforgue (1907–1988), Radrennfahrer